# アンドレ・ロート

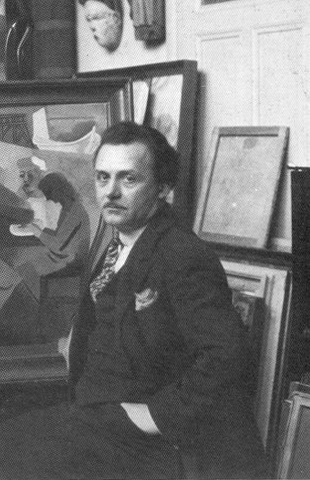
アンドレ・ロート

アンドレ・ロート（André Lhote、1885年7月5日-1962年1月24日）は、フランスのキュビスム系統の画家。ピュトー・グループに属する。
その作風は、キュビスム作品にしては極めて写実的であり、厳格なキュビスムの作品というよりは「キュビスム的な作品」（キュビスムを応用して、対象を抽象化した作品。ただし、ピカソやブラックほどの徹底はしていない）と呼んだ方がより適切である。色彩的にも、カラフルな作品を制作している。
しかし、厳格なキュビスムではなかったゆえに、ロートの作品はかえって日本人には受け入れやすかったという可能性がある。日本人画家では、黒田重太郎が師事し、また、川口軌外が留学中にロートの学校に籍を置いた。他にも、古賀春江など多くの日本人画家に影響を与えたという。
日本では、書籍や展覧会においてまとまった形で紹介されたことはない。

## 主な作品
- Paysage français (French Landscape), 1912年, 89 x 116 cm, ボルドー美術館
- L'Escale, 1913年, 210 x 185 cm, パリ市立近代美術館
- 14 juillet, Port de Bordeaux-Poincaré, 1913-14年, 65 x 81.5 cm, 個人コレクション